# Rhipsalis campos-portoana
Rhipsalis campos-portoana là một loài thực vật có hoa trong họ Cactaceae. Loài này được Loefgr. miêu tả khoa học đầu tiên năm 1918.

## Hình ảnh

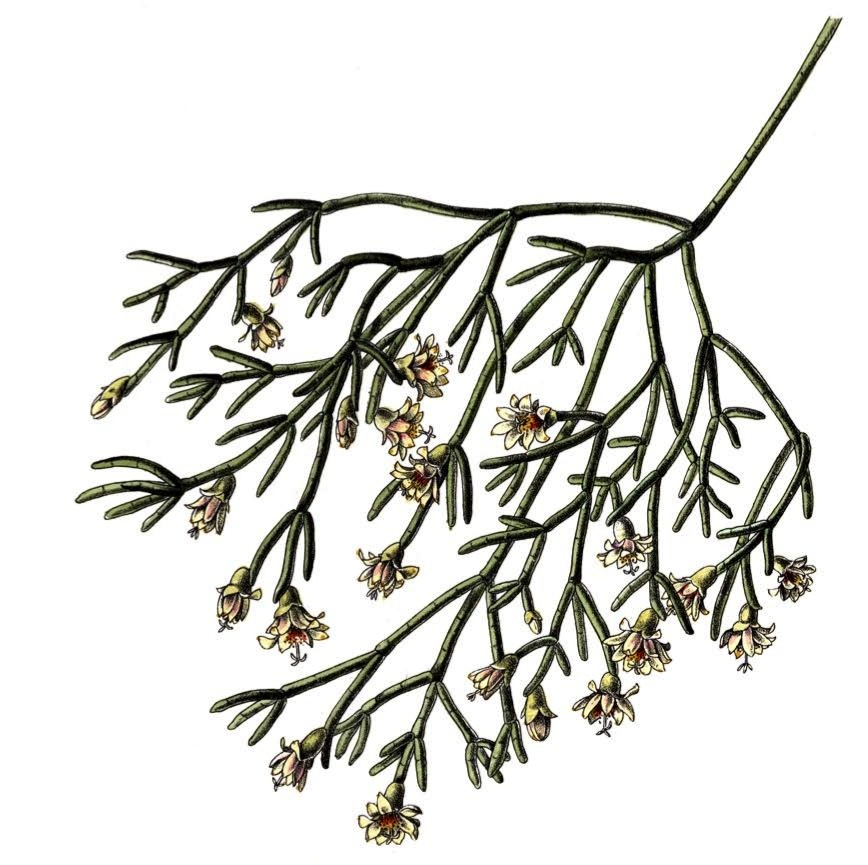